# Torneo Interregional Centro Sur
El Torneo Interregional Centro Sur es una competencia de Rugby, considerada la más importante de la zona central y sureña de Chile, que se disputa desde el año 2015.
El torneo agrupa a equipos de las regiones de Maule, Ñuble, Bio Bio, Araucanía, Los Lagos y Los Ríos.

## Historia
En su primera edición se coronó campeón el Club de Rugby Los Troncos, al vencer a su clásico rival Old John's por un marcador de 27 a 19.
En la edición 2016, Rucamanque de Temuco logra el campeonato al vencer a Old Gergel de Curicó por 43 a 20.
En 2017, el Club de Rugby Los Troncos, obtiene su segundo título al vencer al campeón vigente Rucamanque por 39 a 10, en la cancha del Tineo Park de Concepción

## Lista de campeones

### Torneo Centro-Sur (2015-2018)
| Año  | Campeón    | Resultado | Subcampeón |
| ---- | ---------- | --------- | ---------- |
| 2015 | Troncos    | 27 - 19   | Old John’s |
| 2016 | Rucamanque | 43 - 20   | Old Gergel |
| 2017 | Troncos    | 39 - 10   | Rucamanque |
| 2018 | Old John’s | 43 - 20   | Troncos    |

### Torneo 4 Regiones (2019-2022)
| Año  | Campeón             | Resultado | Subcampeón            |
| ---- | ------------------- | --------- | --------------------- |
| 2019 | Old John’s          | 34 - 24   | Rucamanque            |
| 2021 | Old John’s          | 29 - 3    | Mineros de Lota       |
| 2022 | Austral de Valdivia | 17 - 14   | Callaquén Los Ángeles |

### Torneo Interregional Centro Sur (2024 - actualidad)
| Año  | Campeón    | Resultado | Subcampeón        |
| ---- | ---------- | --------- | ----------------- |
| 2024 | Rucamanque | 69 - 5    | Traukos de Castro |
| 2025 | Rucamanque | 57 - 22   | Nómades de Talca  |